# 戴尼提和山達基教的歷史
戴尼提和山達基的歷史始於西元1950年左右。L·羅恩·賀伯特在1940年代末發明了一種心理治療系統，稱其爲戴尼提。他曾試圖引起醫學界對他的技術的興趣，包括老年學會、美國醫學會雜誌和美國精神病學雜誌，但他的工作因沒有包含足夠的療效證據而被拒絕。
1950年4月，L·羅恩·賀伯特在《驚人的科幻小說》上發表了自己的想法，並成為著名的科幻作家。這篇文章引起了極大的興趣，接下來的一個月，賀伯特出版了《戴尼提：現代心靈健康科學》一書。這本書帶來了資金，賀伯特開始透過賀伯特戴尼提研究基金會教授課程。
科學界和醫學界對戴尼提持批評態度——美國心理學會呼籲心理學家不要使用這些技術，並對當地戴尼提的從業者提出投訴，指控他們無證行醫。財務問題便隨之而來，儘管一些富有的追隨者湧入提供了財務支持，第一個基金會還是破產了，並使得賀伯特失去了戴尼提這一名稱和版權。
1952年左右，賀伯特在戴尼提的基礎上創建了山達基這一新宗教運動，最終重新獲得了戴尼提的版權，並將其併入山達基教。如今，戴尼提是山達基教的最基礎技術，並常被用作新人的入門推廣活動。

## 戴尼提
賀伯特在對於心靈的研究更深入之後，認爲人有靈魂並存在輪迴轉世。因此開始使用宗教名義，創立山達基教會。在成立山達基教會之後，賀伯特寫下教會的信條。山達基的信條強調三個重點：個體能自由表達對宗教的想法；心理治療原屬於宗教範疇；以及治療身體是屬於靈性的領域。戴尼提成爲山達基的第一個技術。
當賀伯特把戴尼提療法宗教化轉換成山達基時，牛津大學的傑斯伯·艾格德·彼得森推測，這門宗教自建立之初，就會對人們有所助益；賀伯特在前世與靈性方面的探索也是。澤爾納和夏弗爾寫道：戴尼提的目的應該是讓個人能達到「更高的」狀態。這個英文字母源自希臘文，意指「穿越」和「靈魂」。山達基聲稱，這是一種可以讓人使用的方法，其目的是為了降低負面情緒的影響。根據賀伯特的說法，戴尼提主要的想法之一是：與生存相關的基本指令就是生存。根據休伊·厄本的說法：之後，它形成山達基絕大部分的基本原理。。在1954年年終時，賀伯特為山達基做出定義：這門宗教專注於靈性，和戴尼提完全不同；他將山達基定義為一門科學，而戴尼提則是專注於個體本身。賀伯特說：「戴尼提是應用於人這個生命有機體的一門科學；而山達基是一門宗教。」
宗教學者多勒·瑞斯朗·克里斯提森（Dorthe Refslund Christensen）宣稱，賀伯特對治療和宗教想法的陳述，也就是戴尼提和山達基是基於一個單一的想法：「人們過著悲慘的生活，但這有辦法可以解決。」在《戴尼提：現代心靈健康科學》的開頭，說明戴尼提的背景，人類專注於「尋找一門心靈的科學，不只可以分離出生命的共通點，更能找到思想的目標」，同時分離出「奇怪的疾病和偏差錯亂」的唯一來源。賀伯特宣稱，長久以來，不同文化對人類苦難的兩個解答一直是宗教和神奇的修行活動。而現代的精神科治療將電擊和腦部手術納入他們的治療方式中，根據精神科醫生的說法，這些方式將患者變成「軟弱無助的僵屍」。賀伯特聲稱，戴尼提是這個窘境的解答。

## 山達基的發展
1952年，在早先戴尼提所建立的的基礎架構上，賀伯特發表了一套全新的技術，稱為山達基。山達基也是一種宗教性的哲學思想。1953年12月賀伯特在紐澤西州的肯頓市，成立了三個教會：美國科學教會（Church of American Science）、山達基教會（Church of Scientology）、靈性工程教會（Church of Spiritual Engineering）。1954年2月18日，在賀伯特的祝福之下，其追隨者創立了第一個地方性的山達基教會，加州山達基教會（Church of Scientology of California），其採用了「L·羅恩·賀伯特所創之美國科學教會之目標、目的、原則與信念」。這項運動如野火燎原般展開，除了美國之外，還有其他英語系國家如英國、愛爾蘭、南非與澳洲紛紛加入。在加州之後第二個成立的地方性教會，是在紐西蘭的奧克蘭市。1955年，賀伯特在華盛頓特區建立了山達基創始教會。1957年，加州山達基教會得到了美國稅務局的稅務豁免權，其他地區性教會也陸陸續續得到此權利。
然而在1958年，美國稅務局開始檢視在這項權利之下，其中是否有侵吞款項的情事。1959年，賀伯特旅居英格蘭，在英國待到1960年代中期。教會此時也經歷了更近一步的質疑。美國食品藥品監督管理局開始調查關於山達基教會對其電儀表所做的宣稱。1963年1月4日，食品藥品監督管理局突襲山達基教會，扣押了數百台電儀表，視之為非法的醫療儀器。這項儀器自此之後就附上了一個免責聲明，說明它們是純粹宗教性的用具。
在1960年代中期，山達基教會在澳洲好幾個州遭到禁止，始於1965年維多利亞州。此項禁止令是基於《安得森報告》，該報告指出，聽析的過程牽涉到「指令」催眠，這是催眠師用來對病患施以「正面命令性的控制」。該報告總結指出「多數的山達基和戴尼提技術都屬於命令性的催眠，因而具有危險性...委員會從多位具有高度聲望的專家證人所聽取的科學性證據[略]不可避免地導向一個結論，正向催眠與多數山達基的技術僅有名稱上的差異而已。許多山達基的技術實際上都是催眠的技術，賀伯特並沒有改變催眠的本質，只是改了一個名字。」澳洲教會被迫在「新信仰教會」之名下運作，山達基這個名稱與其修行活動在幾個相關的州變成不合法的。為了撤除該禁令，在法院纏訟數年之久。
在發展山達基的過程中，賀伯特經常變更一些相互衝突的技術。在那個時期，山達基人的核心幹部，並不是基於對特定教條的信仰，而是基於對賀伯特本人堅定無疑的信任。
1966年，賀伯特卸下山達基的行政主管之職，以專心致力於研究與寫作。翌年，他成立了海洋機構，並將其發展成山達基內部的精英團隊。海洋機構的基地是三艘船，「黛安娜號」、「雅典娜號」與「阿波羅號」，並以阿波羅號作為旗艦。在海洋機構成立一個月之後，賀伯特宣布他達到了一個突破性的發現，這項發現就是「OT III」的資料，該資料聲稱提出了一個方法，可以克服阻礙靈性進展的數種因素。這些資料一開始是在船上發放，後來由被指派到陸上高級機構（Advanced Organizations）服務的職員散播出去。1967年美國稅務局撤銷了山達基的免稅權，聲稱其活動屬於商業性質，並為了賀伯特的利益而運作，而不是為了慈善或宗教的目的。這項決定引起了長達四分之一世紀，稅務局史上最久的訴訟行動，教會向稅務局提出約200宗訴訟，以爭取教會的權益。此外大約有2,300個山達基人告上法庭，千篇一律要求支付教會的費用免稅，稅務局的支出遠超過了每年的訴訟財政預算。教會並成立了「稅務局告密者全國聯盟」，許多人並不知道它的背後是山達基。爲了終止所有官司，稅務局恢復了教會的免稅地位，一個獨立的行政機構間接承認山達基是宗教，而不是經過立法或司法程序。
1970年代，教會在三十多個國家的特務成員展開了對136個政府機構和外國使領館的臥底滲透和盜竊，旨在消除和篡改對賀伯特不利的公務文件——内部代號白雪公主行動。1979年該行動遭到發現，是美國政府史上最大規模的滲透活動之一。美國聯邦調查局進行了多次搜捕行動，共抓獲了多達五千名秘密特工。搜捕過程中同時發現山達基教會的另一項陰謀——「恐慌行動」。最終，教會守護者辦公室的11名資深人員，被控妨礙司法、盜竊政府機構、竊取文件與政府財產，並宣告有罪。
1981年，山達基首次將德國政府告上法院。
1982年1月1日，宗教技術中心由大衛·密斯凱維奇成立，其目的是為了監管並確保山達基的技術在標準地應用。這一新出現的教義解釋權威則導致了山達基的宗教分裂和一系列統稱為自由地帶的獨立山達基機構的誕生。
1983年，澳洲高等法院無異議通過，認可山達基為澳洲之合法宗教，推翻了在安得森報告之後，對教會活動的種種限制。
1986年1月24日，L·羅恩·賀伯特在他的農場（鄰近加州聖路易歐比斯波）辭世，由大衛·密斯凱維奇接任組織的領導者。
在1993年10月1日，根據美國國稅局第501(c)(3)條的規定，該局發文承認國際山達基教會和其所屬150間教會免稅的資格。在此之前兩年，該局對全球山達基教會的活動，進行了史無前例徹底的檢查。最終的結果是，美國國稅局發表判決書承認國際山達基教會──山達基宗教的母教會和其所屬150個教會、中心及社會改善團體屬於宗教和慈善團體。